# Ronald Breinburg (1981)
Ronald Breinburg (Purmerend, 27 januari 1981) is een Nederlands voormalig voetballer die als verdediger speelde.
Breinburg begon zijn carrière bij FC Volendam. Met die club promoveerde hij in 2003 naar de eredivisie. In 2004 ging hij naar FC Zwolle. In 2006 vertrok hij naar FC Emmen. Tijdens zijn verblijf in Emmen scoorde hij ook de eerste en tot nog toe enige goal uit zijn carrière in de wedstrijd tegen HFC Haarlem (3–0). Zijn contract in Emmen werd niet verlengd. Daarop koos Breinburg voor amateurlandskampioen FC Lisse. In 2010 verhuisde hij naar Rijnsburgse Boys, waarmee hij in de Topklasse gaat spelen.
Breinburg is een zoon van de gelijknamige Surinaams-Nederlandse voetballer die in de jaren '60 in de Eredivisie speelde.
| Seizoen | Club        | Competitie     | Wedstrijden | Goals |
| ------- | ----------- | -------------- | ----------- | ----- |
| 1999/00 | FC Volendam | Eerste divisie | 4           | 0     |
| 2000/01 | FC Volendam | Eerste divisie | 5           | 0     |
| 2001/02 | FC Volendam | Eerste divisie | 3           | 0     |
| 2002/03 | FC Volendam | Eerste divisie | 4           | 0     |
| 2003/04 | FC Volendam | Eerste divisie | 26          | 0     |
| 2004/05 | FC Zwolle   | Eerste divisie | 32          | 0     |
| 2005/06 | FC Zwolle   | Eerste divisie | 11          | 0     |
| 2006/07 | FC Emmen    | Eerste divisie | 16          | 0     |
| 2007/08 | FC Emmen    | Eerste divisie | 11          | 1     |
| Totaal  | Totaal      | Totaal         | 112         | 1     |